# Slalom (skateboarden)

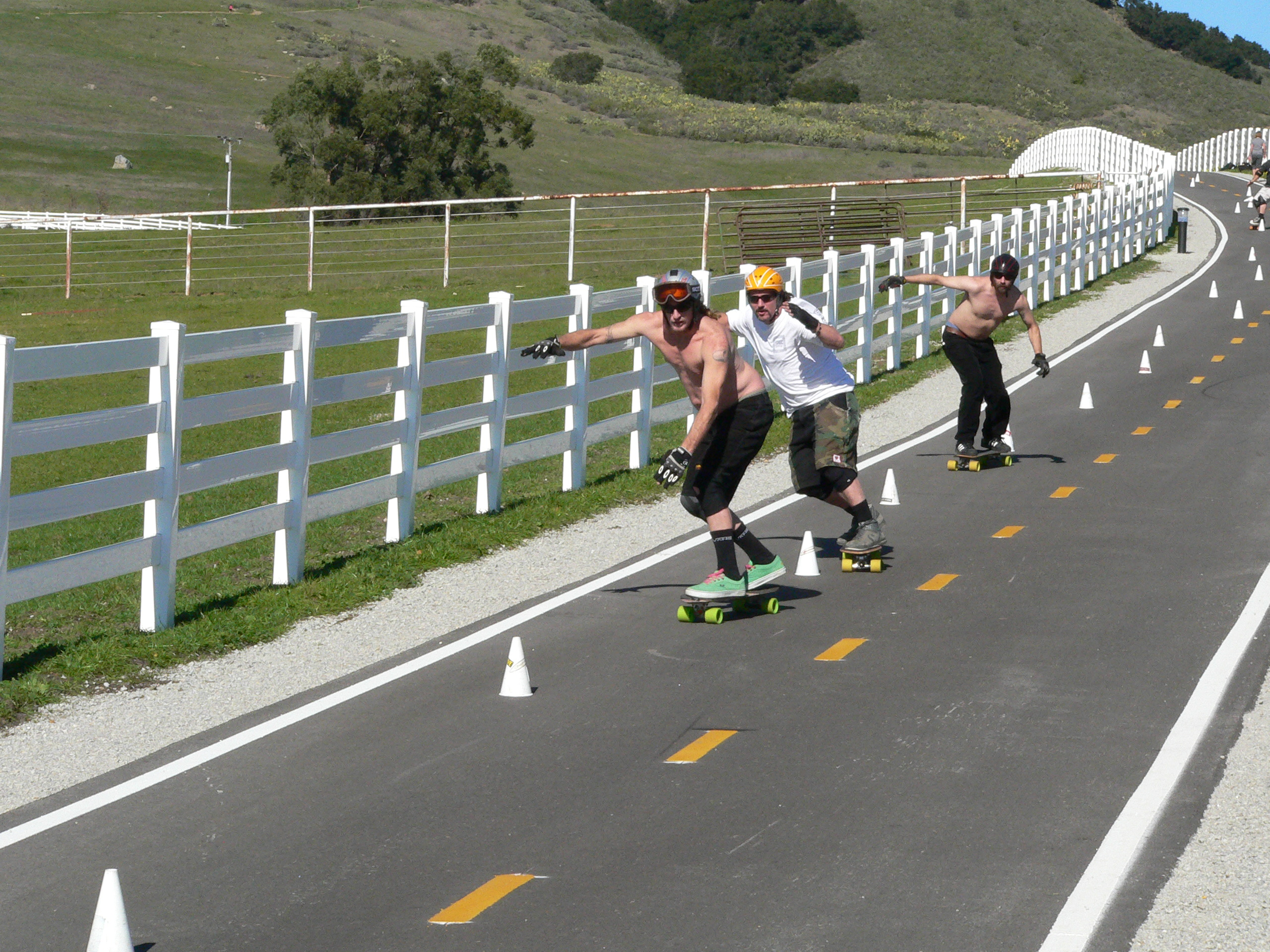
Slaom op straat

De slalom is een van de skateboarddisciplines. De skateboardslalom wordt in Nederland beoefend sinds eind jaren zeventig en in de VS sinds begin jaren zeventig.

## Wat is skateboardslalom?
De slalom bestaat uit drie disciplines: de parallelle slalom oftewel tight slalom (TS), de grote slalom (GS) en de speciale slalom oftewel hybride slalom (HS).

### Parallelle slalom
De parallelle slalom wordt met een speciaal slalomboard gereden op een flauwe helling van ongeveer 4%, waarbij twee rechte rijen poortjes oftewel pylonen of pionnen op een onderlinge afstand van 1,50 m - 2,10 m achter elkaar staan opgesteld. Soms ligt het parcours niet op een helling, maar dan starten de rijders vanaf een schuine helling om snelheid te maken, voor ze op de vlakke grond tussen de poortjes rijden. Het is de bedoeling dat de twee skateboarders tegelijk starten en dan zo snel mogelijk tussen de poortjes door rijden, zonder de poortjes om te gooien. De tijd wordt opgemeten via een geautomatiseerd meetsysteem (meestal Trakmate) en de snelste rijder wint. Als de skater een pion omgooit dan wordt er 0,1 seconde bij de tijd opgeteld. Als de skater één pion voorbijrijdt dan volgt een DQ (diskwalificatie). Het is kenmerkend dat de rijder meestal met het gezicht in de rijrichting rijdt met de voeten schuin naast elkaar of exact naast elkaar. De armen zwaaien tussen de poortjes van links naar rechts waarmee extra snelheid wordt gemaakt tijdens het rijden.

### Grote slalom
De enige 2 verschillen met de parallelle slalom zijn: a) dat de poortjes niet in een rechte lijn staan, maar net als bij skiën verder naar de zijkanten van de baan ("offset"). b) Het andere verschil is dat de rijder meestal níet met het gezicht in de rijrichting rijdt, maar meer als een snowboarder. De grote slalom wordt uitsluitend op een helling gereden, van bijvoorbeeld 15% (ongeveer 55°!).

### Speciale slalom
Deze vorm lijkt op de parallelle slalom, maar hierbij staan de poortjes niet in een rechte lijn en ook niet ver uit elkaar, maar enigszins ertussenin. Een mogelijk parcours is bijvoorbeeld:
{\displaystyle 0^{0}0^{0}0^{0}} →
De houding van de rijder is hetzelfde als bij de parallelle slalom maar er wordt meer met de armen gezwaaid om de offset pionnen te kunnen halen.

## Het slalomskateboard
Dit bestaat uit:
- een meestal niet (of weinig) verend deck (board, plank waar de skater op staat)
- aan de voorkant tamelijk los en achter iets vaster ingestelde trucks die voor de besturing zorgen; soms zijn de voorste trucks wat smaller dan de achterste
- zeer snelle, niet te kleine wielen, zoals 3DM Avalons, Hotspot 69, Manx 69 of Retro ZigZags.

Het deck is tamelijk lang; ongeveer 65-75 cm, en ongeveer 20-25 cm breed, soms met uitsparingen ter hoogte van de wielen. Het materiaal kan essenhout zijn, maar is meestal een sandwich van fiberglas/hout/fiberglas en een enkele keer aluminium/hout/aluminium. Tegenwoordig worden ook composietmaterialen gebruikt. Eind jaren zeventig kwamen de bijzonder futuristisch uitziende decks van fiberglas/foam in de mode, met als bijnaam de "summer ski". Deze werden gemaakt door Ted Turner. Zo had je de Turner Summerski en de daarvan afgeleide Sims Summerski. Deze sterk verende boards waren speciaal bedoeld voor de parallelle en de speciale slalom.
De wielen zijn meestal tussen de 65 en 75 mm doorsnede en niet te breed; hun hardheid varieert – afhankelijk van de ondergrond en steilheid van de helling – tussen de 75A en 86A.
Ervaren slalomskaters gebruiken soms wat hardere wielen om nét iets harder te gaan.

## Heden en toekomst
In 2005 werd het W.K. gereden in Parijs, op de bekende slalomtrainingslocatie bij de Eiffeltoren, genaamd Trocadéro. Vanaf 2006 zijn er op Europees niveau voorrondes via een Grand-Prixsysteem in diverse landen (Frankrijk, Zwitserland, Zweden, Engeland) met een finale in Frankrijk.
Het voorlopige publicitaire hoogtepunt is de demonstratieslalom van de Italiaan Luca Giammarco tijdens de openingsceremonie van de Olympische Winterspelen in Turijn, 2006.